# Попов, Анатолий Архипович
Анатолий Архипович Попов (1925—1958) — советский военнослужащий. Участник Великой Отечественной войны. Герой Советского Союза (1945). Сержант.

## Биография
Анатолий Архипович Попов родился 12 января 1925 года в деревне Митрошата Глазовского уезда Вотской автономной области РСФСР СССР (ныне деревня Юкаменского района Удмуртской Республики Российской Федерации) в крестьянской семье. Удмурт. Окончил четыре класса Юкаменской начальной школы и школу фабрично-заводского обучения в Глазове. Некоторое время работал на железнодорожной станции Глазов, затем вернулся в Митрошата. До призыва на военную службу трудился в колхозе.
В ряды Рабоче-крестьянской Красной Армии А. А. Попов был призван Юкаменским районным военкоматом в 1943 году. Окончил краткосрочные артиллерийские курсы, получил специальность наводчика артиллерийского орудия. В боях с немецко-фашистскими захватчиками младший сержант А. А. Попов с 17 августа 1943 года. Воевал миномётчиком на Степном фронте. Участвовал в Белгородско-Харьковской и Полтавско-Кременчугской операциях. Был ранен, но остался в строю. Вторично тяжело ранен в боях на плацдарме севернее Днепродзержинска. После госпиталя получил направление в 1429-й лёгкий артиллерийский полк 49-й лёгкой артиллерийской бригады 16-й артиллерийской дивизии прорыва Резерва Верховного Главнокомандования 2-го Украинского фронта, который держал оборону на реке Днестр в районе города Резины. Артиллерийский расчёт, в котором наводчиком служил младший сержант А. А. Попов, отличился в ходе Ясско-Кишинёвской операции в бою у города Бузэу. 28 августа 1944 года при отражении контратаки противника он огнём с прямой наводки уничтожил 2 вражеских бронетранспортёра, 18 повозок с грузами и 19 солдат и офицеров противника. Ещё 5 военнослужащих вермахта были взяты в плен.
Освободив Румынию, войска 2-го Украинского фронта 6 октября 1944 года начали Дебреценскую операцию, в ходе которой они разгромили группу армий «Юг», пересекли румыно-венгерскую границу и сходу форсировали реку Тису, захватив плацдармы на её западном берегу и создав условия для дальнейшего наступления на Будапешт. 27 октября 1944 года 1429-й артиллерийский полк 16-й артиллерийской дивизии прорыва РГК форсировал реку Тису у венгерского села Караеней (ныне село Тисайенё (Tiszajeno)) и занял оборону на плацдарме, завоёванном частями 7-й гвардейской армии. Стремясь отбросить советские войска с венгерской территории, немецкое командование предприняло ряд контрударов, целью которых была ликвидация плацдармов на западном берегу Тисы. 27 октября 1944 года орудие сержанта А. А. Попова атаковали 5 танков с десантниками на броне и 2 бронетранспортёра. В ходе двухчасового неравного боя артиллеристы уничтожили 3 средних танка, 1 бронетранспортёр, 1 противотанковое орудие и до 40 солдат и офицеров противника, вынудив его отступить на исходные позиции. 28 октября 1944 года немцы вновь пошли в атаку, но были отброшены, потеряв одну САУ, 2 противотанковых орудия, 2 пулемёта и до 10 солдат.
29 октября 1944 года с захваченных на западном берегу Тисы плацдармов войска 2-го Украинского фронта перешли в наступление в ходе Будапештской операции. Действуя в полосе наступления 7-й гвардейской армии, артиллеристы 16-й артиллерийской дивизии прорыва РГК обеспечили успех стрелковых подразделений при прорыве обороны противника северо-восточнее Будапешта. Расчёт, в котором наводчиком служил сержант А. А. Попов, вновь отличился при взятии города Асода. Действуя в боевых порядках пехоты, он первым в своём подразделении ворвался в город и в уличных боях уничтожил 75-миллиметровое орудие с прислугой, 3 пулемётные точки, 2 миномёта и до 30 солдат и офицеров противника. Немецко-венгерские войска попытались вернуть утраченные позиции и перешли в контратаку, при отражении которой артиллеристы в упор расстреливали вражескую пехоту до последнего снаряда. Когда боезапас закончился, сержант Попов повёл расчёт в рукопашную. В ходе ожесточённой схватки враг был отброшен. Анатолий Архипович в этом бою лично уничтожил четырёх немецких солдат и ещё двух взял в плен. В ходе дальнейшего наступления артиллеристы 1429-го лёгкого артиллерийского полка способствовали выполнению боевых задач стрелковыми подразделениями во время форсирования реки Дунай севернее венгерской столицы и окружения немецкой группировки в Будапеште. 17 декабря 1945 года сержант А. А. Попов был тяжело ранен и эвакуирован в госпиталь. 28 апреля 1945 года за образцовое выполнение боевых заданий командования на фронте борьбы с немецкими захватчиками и проявленные при этом отвагу и геройство сержанту Попову Анатолию Архиповичу указом Президиума Верховного Совета СССР было присвоено звание Героя Советского Союза.
После демобилизации в 1946 году А. А. Попов вернулся в родные места. Некоторое время жил в деревне Митрошата, затем переехал в город Ижевск. Полученные на фронте ранения тяжело сказались на его здоровье и 14 апреля 1958 года в возрасте 33 лет Анатолий Архипович скончался. Похоронен на Нагорном кладбище города Ижевска.

## Награды
- Медаль «Золотая Звезда» (28.04.1945);
- орден Ленина (28.04.1945);
- орден Славы 3-й степени (06.11.1944);
- орден Красной Звезды (18.09.1944);
- медали.

## Память
- Мемориальная доска в честь Героя Советского Союза А. А. Попова установлена в селе Юкаменское Удмуртской Республики.

## Документы
- Общедоступный электронный банк документов «Подвиг Народа в Великой Отечественной войне 1941—1945 гг.» Дата обращения: 9 ноября 2012. Архивировано из оригинала 13 марта 2012 года.

Представление к званию Героя Советского Союза. Дата обращения: 9 ноября 2012. Архивировано 30 декабря 2012 года.
Справка о числе представленных к награждению по 2-му Украинскому фронту. Дата обращения: 9 ноября 2012. Архивировано 30 декабря 2012 года.
Указ Президиума Верховного Совета СССР о присвоении звания Героя Советского Союза. Дата обращения: 9 ноября 2012. Архивировано 30 декабря 2012 года.
Орден Красной Звезды (наградной лист и приказ о награждении). Дата обращения: 9 ноября 2012. Архивировано 30 декабря 2012 года.
Орден Славы 3-й степени (наградной лист и приказ о награждении). Дата обращения: 9 ноября 2012. Архивировано 30 декабря 2012 года.